# Glückskind mit Vater
Glückskind mit Vater ist ein Roman des deutschen Autors Christoph Hein. Der Roman ist im Jahr 2016 im Suhrkamp Verlag erschienen.

## Handlung
Erzählt wird die Lebensgeschichte des 1945 in der sowjetischen Besatzungszone geborenen Konstantin Boggosch. Der Leser lernt Konstantin Boggosch zunächst als pensionierten Schuldirektor kennen. Er lebt in einer ostdeutschen Kleinstadt und führt zusammen mit seiner zweiten Frau ein scheinbar ruhiges und zurückgezogenes Leben. Eines Tages erreicht ihn ein Brief vom Kirchensteueramt, der an „Konstantin Müller“ adressiert ist. Der Brief und die Tatsache, dass eine Journalistin den ehemaligen Schuldirektor um ein Interview für das bevorstehende Jubiläum des Gymnasiums bittet, zwingen Konstantin Boggosch dazu, sich mit seinem sorgsam gehüteten Familiengeheimnis, von dem noch nicht einmal seine Frau etwas weiß, auseinanderzusetzen.  
Konstantin Boggosch ist der Sohn des NS-Verbrechers Gerhard Müller. Obwohl Konstantin Boggosch seinen Vater nie kennen gelernt hat, verfolgt ihn der Fluch seines Vaters sein ganzes Leben. Christoph Heins Schilderungen führen den Leser nun zurück in die späten 50er Jahre der DDR. Dem jungen Konstantin Boggosch wird  aufgrund seiner Herkunft der Schulabschluss verwehrt. Daraufhin verlässt er die DDR und flüchtet in den Westen. Seine Flucht führt ihn bis in den Süden Frankreichs nach Marseille. Als aus seinem Traum bei der Fremdenlegion anzuheuern nichts wird, findet der 16-jährige sprachbegabte Junge eine Anstellung in einem Antiquariat in Marseille. Doch auch hier holt ihn die Geschichte seines Vaters wieder ein. Er verlässt Frankreich und kehrt im August 1961 in die DDR zurück. Da ihm die Kleinstadt seiner Kindheit zu eng ist und ihm ein Leben in Berlin verwehrt ist, sucht er sein Glück im nahen Magdeburg. Neben der Arbeit in einem Antiquariat macht er sein Abitur an der Abendschule. Der filmbegeisterte Konstantin Boggosch hat den Traum an der Filmhochschule Babelsberg zu studieren. Als ihm auch hierbei sein Vater im Wege steht, nutzt er sein Sprachtalent und wird Lehrer für Sprachen und Kunst. Nach einem großen Schicksalsschlag landet der Protagonist des Romans an einem Gymnasium einer ostdeutschen Kleinstadt. Dem Fluch seines Vaters kann er jedoch auch hier nicht entfliehen.

## Auszeichnungen
Christoph Hein wurde 2017 für seinen Roman Glückskind mit Vater mit dem Johann-Jacob-Christoph-von-Grimmelshausen-Preis ausgezeichnet.

## Hörbuch
Glückskind mit Vater, gekürzte Lesung mit Ulrich Matthes, Regie: Matthias Thalheim, 720 Min, 10 CDs, MDR Figaro / BR 2016 / Der Audio Verlag, Berlin 2016, ISBN 978-3-86231-695-3.

## Rezeption
»Glückskind mit Vater ist ein Roman in Sepia, eine Dystopie des Politischen und des Privaten … Es sind die Menschen eines bis zur Kenntlichkeit entstellten Staates, die diesen Roman lebendig machen … Das ist Schwejk und Döblin, und Christoph Hein bevölkert seinen ganzen Roman mit solchen Chargen.« Paul Jandl, Die Welt
»Christoph Hein gelingt mit diesem Buch ein Kunststück: ein Deutschlandroman, der sich über Partien als jeweils eigenes Lebensbuch lesen lässt.« Christian Eger, Berliner Zeitung
»… ein Abenteuerroman der besonderen Art, aus dessen gut 500 packenden Seiten es kein Entrinnen gibt.« Katrin Hillgruber, Der Tagesspiegel
»„Glückskind mit Vater“ schlendert dabei von einem Anti-Höhe- oder -Wendepunkt zum nächsten, in episodenhafter Schelmenroman-Manier. ... Imposant und ohne Belehrung der Nachgeborenen gelingt es Hein, ein DDR-Leben plastisch zu machen (die Ostseeferien!), ohnehin die Wende- und die Nachwendestimmung. Wendehälse gibt es schon vor der Wende ...« Frankfurter Rundschau